# Kennedy Center Honors

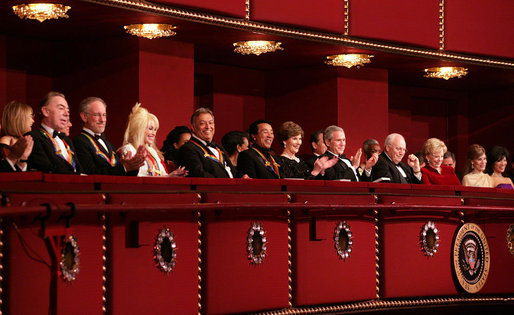
Els honoratsl del 2006 al Kennedy Center el 6 de desembre de 2006, amb el President George W. Bush i la Primera Dama Laura Bush; d'esquerra a dreta, Andrew Lloyd Webber, Steven Spielberg, Dolly Parton, Zubin Mehta, Smokey Robinson, el Vicepresident Dick Cheney i la Segona Dama Lynne Cheney

Els Kennedy Center Honors és un honor anual que es concedeix a les persones de les arts escèniques per la seva vida de contribucions a la cultura estatunidenca. Els honors s'han presentat anualment des del 1978, culminant cada desembre amb una gala amb estrelles celebrant els honrats al Kennedy Center Opera House de Washington, DC.

## Història
George Stevens Jr. va crear el Kennedy Center Honors amb Nick Vanoff i va produir la primera gala el 1978. Va ser el productor i coescriptor dels premis fins al 2014, després del qual va vendre els drets de producció al Kennedy Center.
El Kennedy Center Honours va començar el 1977, després de la recepció de la Casa Blanca d'aquell any i del programa Kennedy Center per a l'American Film Institute (AFI). Roger L. Stevens, el president fundador del Kennedy Center, va demanar a George Stevens Jr (cap relació), el director fundador de l'AFI, que fes un esdeveniment per al centre. George va demanar a Isaac Stern que s'impliqués i després va llançar la idea a la cadena de televisió CBS, que els va comprar. Amb l'anunci del primer esdeveniment d'honor i honors, el vicepresident especial de CBS, Bernie Sofronski, va afirmar:
| « | George [Stevens] ens va venir amb això. El que ens va atraure és que aquest és l'únic espectacle d'aquest tipus. A Europa i a la majoria de països, tenen maneres d'honorar els seus actors i els seus atletes. Anglaterra té les seves funcions de comandament per a la reina. Veiem això com un homenatge nacional a les persones que han contribuït a la societat, no a algú que tingui èxit en aquest moment ... La nostra intenció no és fer un premi més. Farem un esforç en termes d'un autèntic especial. | » |

El primer amfitrió va ser Leonard Bernstein el 1978, seguit d'Eric Sevareid el 1979 (amb Gene Kelly tancant-lo) i Beverly Sills el 1980. Walter Cronkite va ser l'amfitrió del 1981 al 2002 i Caroline Kennedy el presentà de del 2003 al 2012. Glenn Close, el 2013. i Stephen Colbert va presentar-lo del 2014 al 2016. El 2017 no hi va haver cap amfitrió formal, tot i que Caroline Kennedy va fer una presentació. En 2018, Gloria Estefan va presentar-lo, i, en 2019 ho feu LL Cool J.
Ricky Kirshner i Glenn Weiss, de White Cherry Entertainment, van ser seleccionats com a productors executius de la 38a edició del Kennedy Center Honors (2015) després que George Stevens Jr ho deixés.
Aquest és un dels pocs espectacles de premis que no s'emet en directe (a excepció dels locals de circuit tancat), però una versió editada d'una durada aproximada de dues hores es transmet normalment a la cadena CBS després de Nadal. Normalment, el programa s'ha emès entre Nadal i Cap d'Any a la CBS, però, en apartar-se d'aquesta tradició, el Kennedy Center Honors del 2019 es va emetre a la televisió regular a principis de desembre i posteriorment es va fer disponible a la CBS All Access.
Des de llavors, s'ha anunciat que l'edició del 2020 s'ajornarà i es reprogramarà per al març del 2021, a causa de l'actual crisi del COVID-19.

## Procés de selecció
Les propostes pels honorats s'accepten del públic general, i el Kennedy Center inicia un comitè assessor d'honors especials, que comprèn dos membres del Patronat, així com premiats i artistes distingits. El Comitè Executiu del Patronat selecciona els destinataris premiats en funció de l'excel·lència en música, dansa, teatre, òpera, cinema o televisió. Les seleccions s'anuncien normalment entre juliol i setembre.

## La celebració

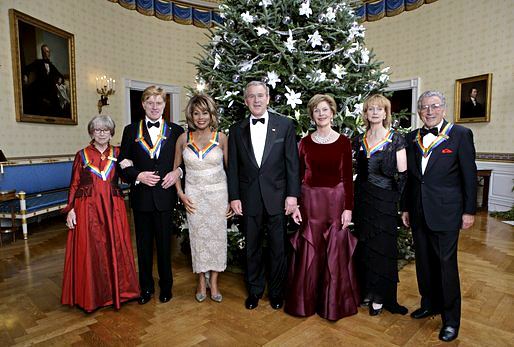
Els Honorats del Kennedy Center 2005 Julie Harris, Robert Redford, Tina Turner, Suzanne Farrell i Tony Bennett, amb el president George W. Bush i la primera dama Laura Bush, a la Sala Blava de la Casa Blanca, el 4 de desembre de 2005.

La cerimònia, que només es fa per invitació, inclou el dinar del president, el sopar del Departament d'Estat, la recepció de la Casa Blanca i les representacions i sopars de gala dels Honorats.
Envoltat dels homenatjats, el dinar se celebra el dissabte al Kennedy Center, amb un discurs de benvinguda del president del Patronat. A la recepció i sopar d'aquella nit al Departament d'Estat, presidit pel secretari d'Estat, s'introdueixen els premiats i el president del consell presenta els medallons d'honor. L'ampla cinta de color arc de Sant Martí és penjada al coll dels destinataris, i que es nota de manera destacada quan els esdeveniments es televisen, simbolitza "un espectre de moltes habilitats dins de les arts escèniques" segons el creador Ivan Chermayeff.
Diumenge, hi ha una recepció a la Casa Blanca a primera hora del vespre, tradicionalment organitzada pel president dels Estats Units i la Primera Dama, seguida de la representació de gala Honors al Kennedy Center i el sopar.
Per a l'actuació de gala del 2015, el president Obama va assistir després de dirigir-se a la nació en una transmissió en directe. Abans del 2017, hi havia hagut quatre ocasions en què el president no va assistir a les representacions de gala: el president Jimmy Carter no va assistir a la representació de gala del desembre de 1979 durant la crisi dels ostatges, el president George Bush Sr. no va assistir al desembre de 1989 i el president Bill Clinton no hi va assistir el 1994.
El 19 d'agost de 2017, la Casa Blanca va anunciar que el president Trump i la primera dama havien decidit no participar en esdeveniments en honor dels destinataris dels premis Kennedy Center Honors 2017 per "permetre als homenatjats celebrar-ho sense cap distracció política." La cerimònia de 2017 es va celebrar el 3 de desembre de 2017 sense ells i Caroline Kennedy va ser l'amfitriona i va lliurar els homenatjats. El tradicional sopar al Departament d'Estat el dissabte al vespre abans de la cerimònia va ser organitzat pel secretari d'Estat Rex Tillerson i la recepció de la Casa Blanca va ser cancel·lada. Donald i Melania Trump tampoc no van assistir als esdeveniments del 2018 ni del 2019.

## Honorats

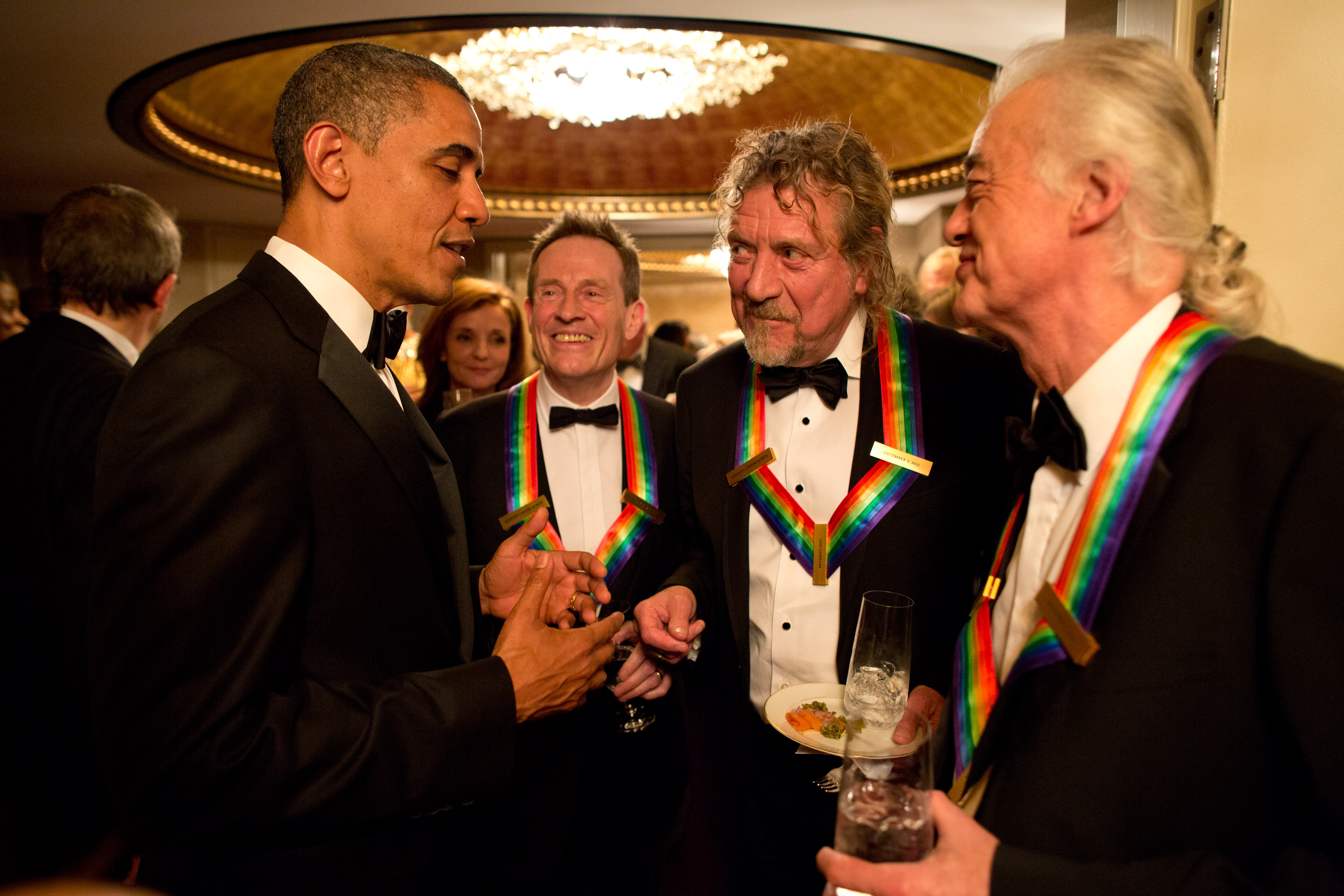
Els membres supervivents de Led Zeppelin van ser homenatjats el 2012 i apareixen aquí amb el president Barack Obama.

Fins ara hi ha hagut 230 destinataris del premi Kennedy Center Honors durant els 42 anys (fins al 2019), tot i que el premi atorgat a Bill Cosby el 1998 es va rescindir el 2018, després d'una condemna per agressió sexual. La gran majoria s'han concedit a individus. En 11 ocasions des de 1985, s'han lliurat premis a duos o grups, incloses tres parelles casades que eren actors: Hume Cronyn & Jessica Tandy, Paul Newman * Joanne Woodward i Ossie Davis & Ruby Dee. Els ballarins Fayard Nicholas & Harold Nicholas dels Nicholas Brothers van ser premiats, juntament amb tres duos de composició de teatre musical: Alan Jay Lerner & Frederick Loewe, Betty Comden & Adolph Green i John Kander & Fred Ebb. Els músics de quatre grups musicals han estat premiats: Pete Townshend & Roger Daltrey de The Who; John Paul Jones, Jimmy Page & Robert Plant de Led Zeppelin; Don Henley, Timothy B. Schmit, Joe Walsh & (pòstumament) Glenn Frey dels Eagles; i Philip Bailey, Verdine White, Ralph Johnson & (pòstumament) Maurice White de Earth, Wind & Fire.
El 2018, es va crear el premi als "creadors d'una obra transformadora que desafia la categoria" a la cerimònia anual als creadors del musical Hamilton: Lin-Manuel Miranda, Thomas Kail, Andy Blankenbuehler i Alex Lacamoire.
Els homenatjats del 2019 van incloure, per primera vegada, un programa de televisió; els cofundadors de Sesame Street, Joan Ganz Cooney, i el doctor Lloyd Morrisett, van acceptar el Kennedy Center Honours en nom de tots els creadors.

### 1970s
- 1978 – Marian Anderson, Fred Astaire, George Balanchine, Richard Rodgers i Arthur Rubinstein
- 1979 – Aaron Copland, Ella Fitzgerald, Henry Fonda, Martha Graham i Tennessee Williams

### 1980s
- 1980 – Leonard Bernstein, James Cagney, Agnes de Mille, Lynn Fontanne i Leontyne Price
- 1981 – Count Basie, Cary Grant, Helen Hayes, Jerome Robbins i Rudolf Serkin
- 1982 – George Abbott, Lillian Gish, Benny Goodman, Gene Kelly i Eugene Ormandy
- 1983 – Katherine Dunham, Elia Kazan, Frank Sinatra, James Stewart i Virgil Thomson
- 1984 – Lena Horne, Danny Kaye, Gian Carlo Menotti, Arthur Miller i Isaac Stern
- 1985 – Merce Cunningham, Irene Dunne, Bob Hope, Alan Jay Lerner & Frederick Loewe i Beverly Sills
- 1986 – Lucille Ball, Ray Charles, Hume Cronyn & Jessica Tandy, Yehudi Menuhin i Antony Tudor
- 1987 – Perry Como, Bette Davis, Sammy Davis Jr., Nathan Milstein i Alwin Nikolaïs
- 1988 – Alvin Ailey, George Burns, Myrna Loy, Alexander Schneider i Roger L. Stevens
- 1989 – Harry Belafonte, Claudette Colbert, Alexandra Danílova, Mary Martin i William Schuman

### 1990s
- 1990 – Dizzy Gillespie, Katharine Hepburn, Risë Stevens, Jule Styne i Billy Wilder
- 1991 – Roy Acuff, Betty Comden & Adolph Green, Fayard & Harold Nicholas, Gregory Peck i Robert Shaw
- 1992 – Lionel Hampton, Paul Newman & Joanne Woodward, Ginger Rogers, Mstislav Rostropovich i Paul Taylor
- 1993 – Johnny Carson, Arthur Mitchell, Georg Solti, Stephen Sondheim i Marion Williams
- 1994 – Kirk Douglas, Aretha Franklin, Morton Gould, Harold Prince i Pete Seeger
- 1995 – Jacques d'Amboise, Marilyn Horne, B.B. King, Sidney Poitier i Neil Simon
- 1996 – Edward Albee, Benny Carter, Johnny Cash, Jack Lemmon i Maria Tallchief
- 1997 – Lauren Bacall, Bob Dylan, Charlton Heston, Jessye Norman i Edward Villella
- 1998 – Fred Ebb & John Kander, Willie Nelson, André Previn i Shirley Temple Black; l'honor de Bill Cosby va ser rescindit el 2018 a causa de la seva condemna per abusos sexuals[25]
- 1999 – Victor Borge, Sean Connery, Judith Jamison, Jason Robards i Stevie Wonder

### 2000s

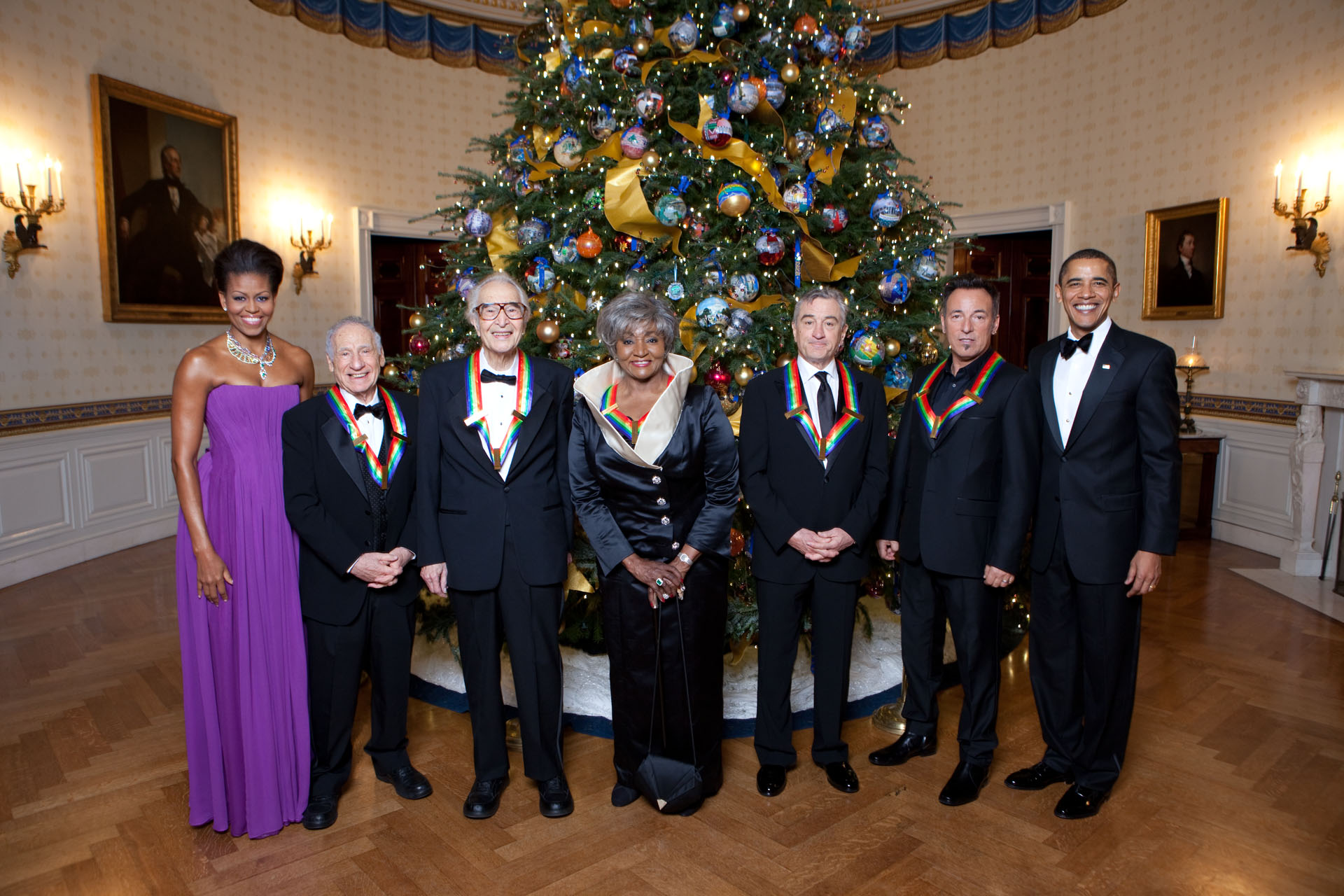
Els Honorats del Kennedy Center 2009 Mel Brooks, Dave Brubeck, Grace Bumbry, Robert De Niro i Bruce Springsteen, amb el President Barack Obama i la Primera Dama Michelle Obama a la Sala Blava de la Casa Blanca, 6 de desembre de 2009.

- 2000 – Mikhail Baryshnikov, Chuck Berry, Plácido Domingo, Clint Eastwood i Angela Lansbury
- 2001 – Julie Andrews, Van Cliburn, Quincy Jones, Jack Nicholson i Luciano Pavarotti
- 2002 – James Earl Jones, James Levine, Chita Rivera, Paul Simon i Elizabeth Taylor
- 2003 – James Brown, Carol Burnett, Loretta Lynn, Mike Nichols i Itzhak Perlman
- 2004 – Warren Beatty, Ossie Davis & Ruby Dee, Elton John, Joan Sutherland i John Williams
- 2005 – Tony Bennett, Suzanne Farrell, Julie Harris, Robert Redford i Tina Turner
- 2006 – Andrew Lloyd Webber, Zubin Mehta, Dolly Parton, Smokey Robinson i Steven Spielberg
- 2007 – Leon Fleisher, Steve Martin, Diana Ross, Martin Scorsese i Brian Wilson
- 2008 – Morgan Freeman, George Jones, Barbra Streisand, Twyla Tharp i The Who (Pete Townshend i Roger Daltrey)
- 2009 – Mel Brooks, Dave Brubeck, Grace Bumbry, Robert De Niro i Bruce Springsteen

### 2010s
- 2010 – Merle Haggard, Jerry Herman, Bill T. Jones, Paul McCartney i Oprah Winfrey
- 2011 – Barbara Cook, Neil Diamond, Yo-Yo Ma, Sonny Rollins i Meryl Streep[26]
- 2012 – Buddy Guy, Dustin Hoffman, David Letterman, Natalia Makarova i Led Zeppelin (John Paul Jones, Jimmy Page i Robert Plant)[27]
- 2013 – Martina Arroyo, Herbie Hancock, Billy Joel, Shirley MacLaine i Carlos Santana[28]
- 2014 – Al Green, Tom Hanks, Patricia McBride, Sting i Lily Tomlin[29]
- 2015 – Carole King, George Lucas, Rita Moreno, Seiji Ozawa i Cicely Tyson[30]
- 2016 – Martha Argerich, Eagles (Don Henley, Glenn Frey, Timothy B. Schmit, Joe Walsh),[31] Al Pacino, Mavis Staples i James Taylor[32][33]
- 2017 – Carmen de Lavallade, Gloria Estefan, LL Cool J, Norman Lear i Lionel Richie
- 2018 – Cher, Philip Glass, Reba McEntire, Wayne Shorter i els creadors d'Hamilton: An American Musical (Lin-Manuel Miranda, Thomas Kail, Alex Lacamoire i Andy Blankenbuehler)[23]
- 2019 – Earth, Wind & Fire (Philip Bailey, Verdine White, Ralph Johnson i Maurice White), Sally Field, Linda Ronstadt, Sesame Street i Michael Tilson Thomas[24]

### 2020s
- 2020 – Debbie Allen, Joan Baez, Garth Brooks, Midori Goto i Dick Van Dyke[34]
- 2021 - Lorne Michaels, Bette Midler, Berry Gordy, Joni Mitchell, i Justino Díaz[35]
- 2022 – George Clooney, Amy Grant, Gladys Knight, Tania León, i U2 (Bono, The Edge, Adam Clayton i Larry Mullen Jr.)[36]
- 2023 – Billy Crystal, Renée Fleming, Barry Gibb, Queen Latifah i Dionne Warwick[37]
- 2024 - Francis Ford Coppola, Grateful Dead (Mickey Hart, Bill Kreutzmann, Phil Lesh i Bob Weir), Bonnie Raitt, Arturo Sandoval i l'Apollo Theater.[38]